# Vredendal
 Vredendal  ist eine Stadt in der Lokalgemeinde Matzikama im Distrikt West Coast, Provinz Westkap in Südafrika. Der Ort liegt 300 Kilometer nördlich von Kapstadt am Unterlauf des Olifants River. 2011 hatte Vredendal 18.170 Einwohner in 4793 Haushalten.

## Geschichte
Vredendal (deutsch: ‚Friedenstal‘) als Farm erhielt seinen Namen vermutlich nach einem Zusammenstoß 1668 zwischen Viehräubern und Landwirten. Vieh wurde vom Bauernhof Bakleiplaas gestohlen, und der Frieden wurde auf dem heutigen Stadtgebiet wiederhergestellt.
Die urbane Siedlung entstand 1933 im Zusammenhang mit dem Bau eines Bewässerungssystems für die Landwirtschaftsbetriebe in der Umgebung. Seinen Status als Stadt erhielt der Ort erst 1963.

## Sehenswürdigkeiten
- Frühlingsblüte
- Weinroute
- Matzikama Eco Park